# NGC 582
NGC 582 este o galaxie spirală barată situată în constelația Triunghiul. A fost descoperită în 9 august 1863 de către Heinrich Louis d'Arrest.